# Melignomon
Melignomon es un género de aves piciformes de la familia Indicatoridae.

## Especies
Se reconocen las siguientes especies:
- Melignomon zenkeri
- Melignomon eisentrauti